# عمور السفلية
عمور السفلية قرية مغربية بإقليم القنيطرة الساحلي، شمالي الرباط. تضم بلدة عمور السفلية 41.093 نسمة (إحصاء 2004).